# Eiserfey
Eiserfey ist ein Ort der Stadt Mechernich im Kreis Euskirchen.

## Geografie
Eiserfey liegt in der Eifel an der Landesstraße 115, die wenige Kilometer weiter einen Anschluss an die A 1 hat.

## Geschichte
Die Ersterwähnung von Eiserfey fällt ins Jahr 867, im Zusammenhang mit Eisenabbau im Ort. Seit 1696 bestand in Eiserfey eine eigene kleine Eisenindustrie mit Hüttenöfen und einer Nagelschmiede; so wurden die im Ort mittels Stollen abgebauten Eisenerze weiterverarbeitet. Im 19. Jahrhundert wird auch eine Schwarzpulverfabrik (Pulvermühle) erwähnt.

### Wappen
| Wappen des Stadtteils Eiserfey, Stadt Mechernich | Blasonierung: „Gespalten und vorn geteilt; oben in Silber (Weiß) ein durchgehendes schwarzes Kreuz, unten in Rot gekreuzte goldene (gelbe) Eisen und Schlägel, hinten in Blau eine goldene (gelbe) Glocke.“ |
| Wappen des Stadtteils Eiserfey, Stadt Mechernich | Wappenbegründung: Das von Anton Könen 1988 entworfene Wappen wurde im selben Jahr vom Ortskartell Eiserfey beschlossen. Das Kreuz entstammt dem Wappen des früheren Landesherrn Kurköln, Eisen und Schlegel dokumentieren die über Jahrhunderte durchgeführte Eisenverarbeitung im Ort; die Farbe Rot soll an die Glut beim Schmelzvorgang hinweisen. Die Glocke ist abgeleitet von einem alten Gerichtssiegel von Eiserfey. |

## Sehenswürdigkeiten und Tourismus

### Römisches Sammelbecken

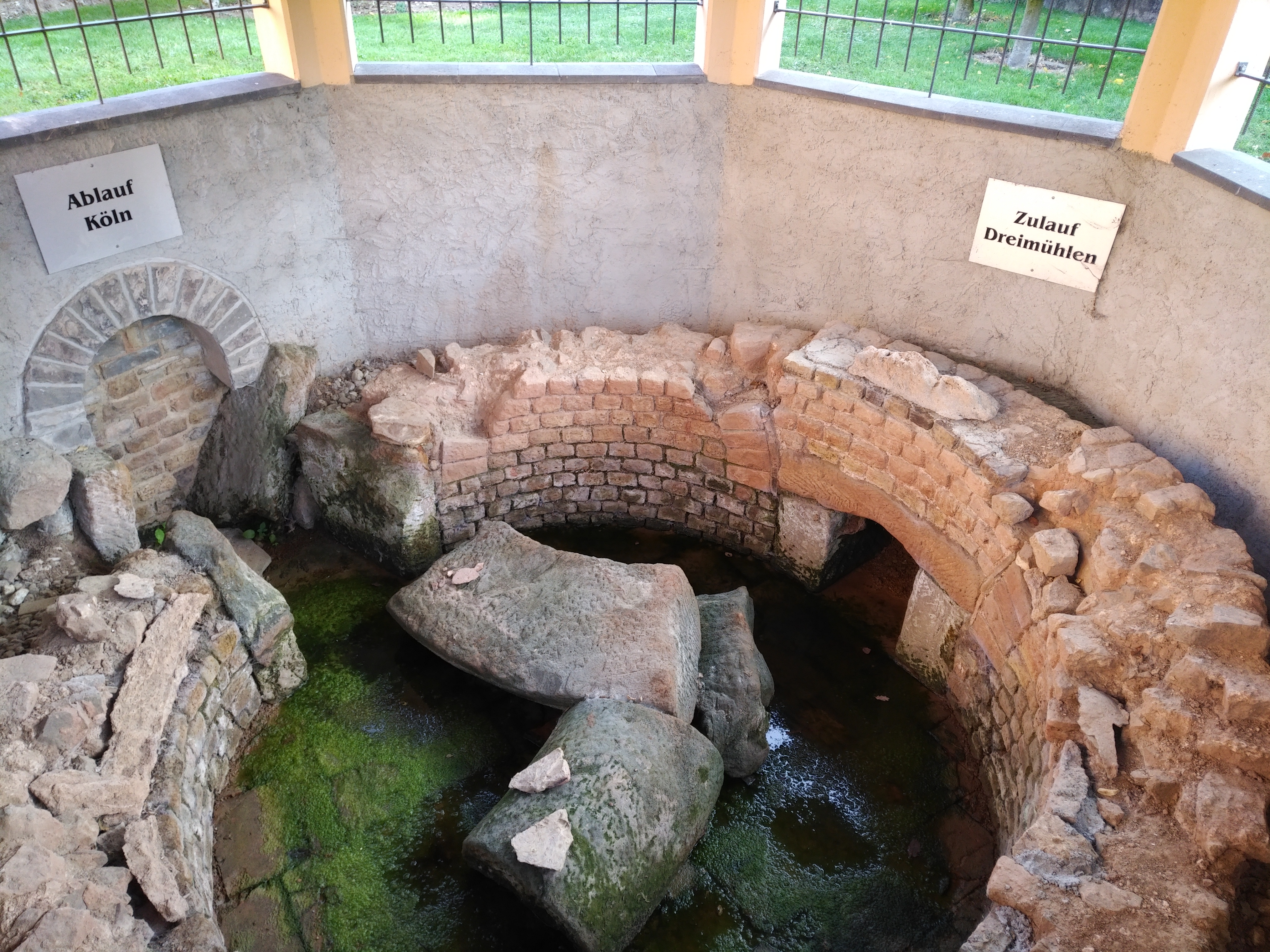
Römisches Sammelbecken

Die aus der römischen Brunnenstube Klausbrunnen bei von Kallmuth und aus dem Urfeyer Bach sowie die von Dreimühlen und Weyer kommenden Wasserführungen wurden hier gesammelt und als Hauptstrang der römischen Eifelwasserleitung nach Köln geführt. Das durch ein Oktogon gegen die Witterung geschützte Bodendenkmal wird durch Informationstafeln erklärt.

### Falkensteinsmühle

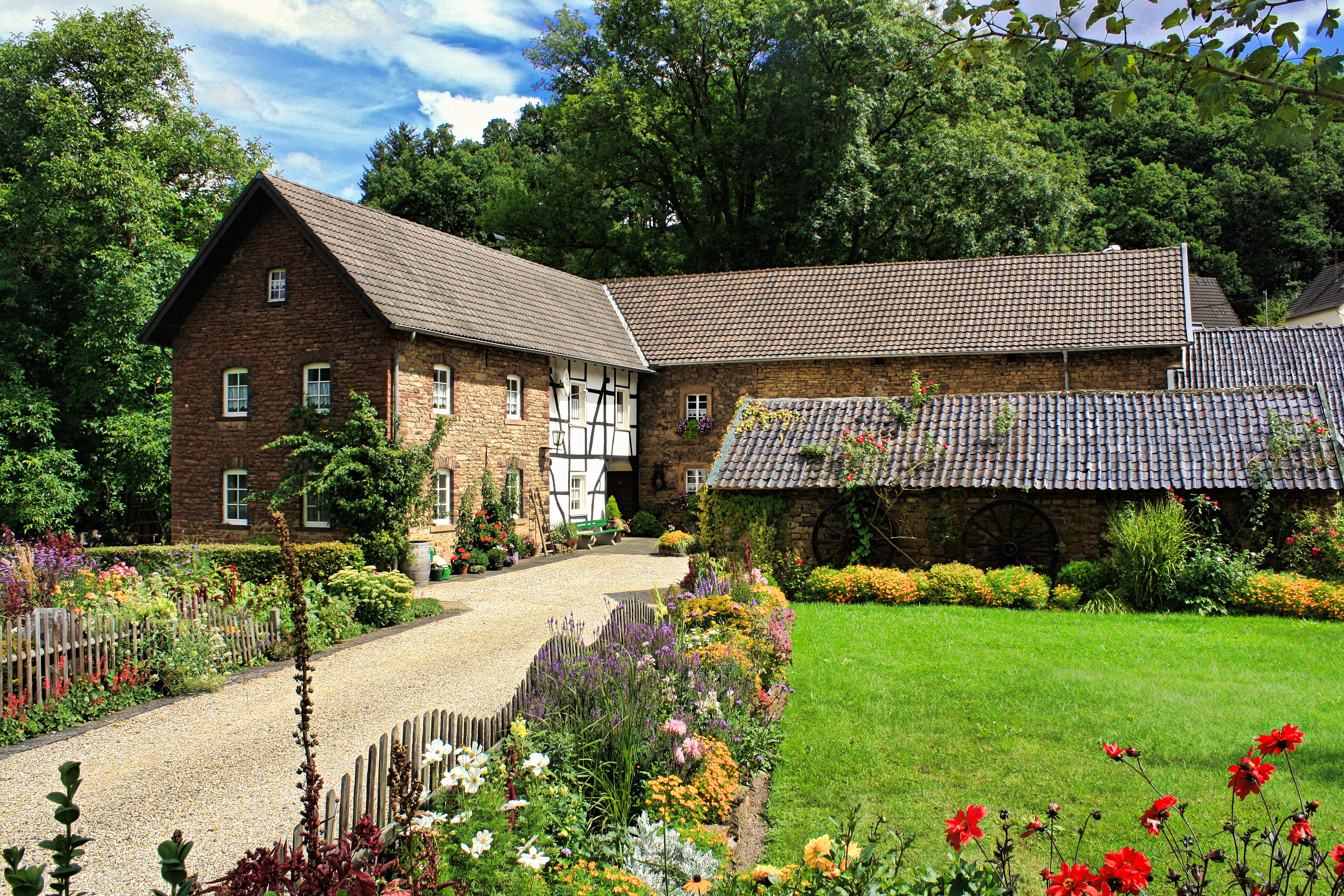
Falkensteinsmühle

Die Mühle in Eiserfey wird in einem Weistum aus dem Jahre 1597 als Zwangsmühle für Vussem erstmals erwähnt. Neben den Bewohnern aus Eiserfey und Vussem waren auch die aus Lorbach und Bergheim auf diese Mühle angewiesen. Nachdem 1733 die Mühle in Vollem errichtet worden war, fand ein harter Konkurrenzkampf der Müller um die Kunden statt. Die Mühle, die nach dem Müller „Falkensteinsmühle“ benannt wurde, ist heute noch voll funktionsfähig. Das Wasserrad ist aus nächster Nähe zu sehen.

### Eisenhütte
Der Kölner Kurfürst Joseph Clemens erlaubte am 6. Mai 1696 dem Pfandinhaber des Amtes Hardt, Franz von Quentell, in Eiserfey eine Eisenhütte zu errichten, die mit einem von drei Wasserrädern angetriebenen Hammerwerk verbunden war.
Nach einem Brand wurde das Haus in ein Wohnhaus umgebaut, in dem man heute noch ein Wasserrad einsehen kann (Hauserbachstraße 4). Auf der anderen Straßenseite steht ein Gebäude, das ehemals als Lagerhaus, Kohleschuppen und Stallung für die Tragtiere diente. Dieses 30 Meter lange Fachwerkhaus, der Alte Hammer, wurde zu einem Wohngebäude ausgebaut, nachdem die Hütte geschlossen wurde.

### Pulvermühle
Im Gebäude Hauserbachstraße Nr. 9 befand sich die Verwaltung einer ehemaligen Pulvermühle (Pulverfabrik) aus dem 19. Jahrhundert. Es wird überliefert, dass sich hier mehrere tödliche Unfälle ereigneten.

### Kirche St. Wendelin

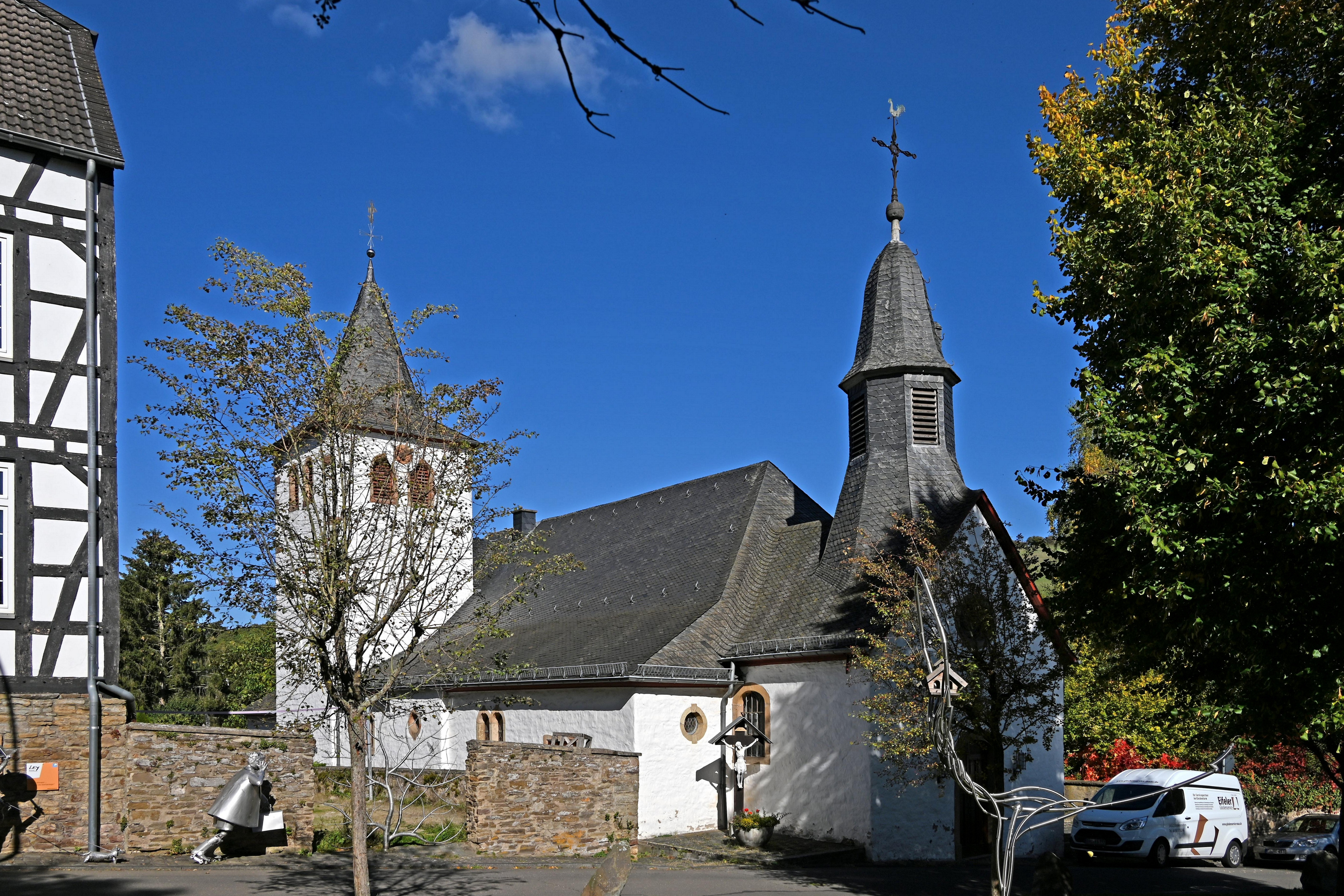
Kirche St. Wendelin

An der Alten Straße steht die kath. Kirche St. Wendelin, ein Bau aus den Jahren 1934 bis 1936 nach Plänen des Architekten Hans Jülich, mit einer barocken Vorhalle aus dem Jahr 1733.

### Radwege
Durch den Ort führen die Radwanderwege:
- Eifel-Höhen-Route, der als Rundkurs um und durch den Nationalpark Eifel verläuft.
- Tälerroute, sie erschließt touristisch interessante Orte in Nordrhein-Westfalen auf familienfreundlicher Strecke.

## Verkehr
Die VRS-Buslinie 830 der RVK verbindet den Ort mit Mechernich und Zingsheim. Die Fahrten verkehren überwiegend als TaxiBusPlus im Bedarfsverkehr. Zusätzlich verkehren einzelne Fahrten der auf den Schülerverkehr ausgerichteten Linien 827 und 867. 
| Linie | Betreiber | Verlauf |
| ----- | --------- | --- |
| 827   | Schäfer   | Zingsheim – Weyer – Dreimühlen – Eiserfey – Vollem – Urfey – Kallmuth – Lorbach – Bergheim – (Holzheim → Harzheim →) Vussem – Breitenbenden – Mechernich Stiftsweg – Mechernich Bf |
| 830   | RVK       | MiKE (außer im Schülerverkehr): (Zingsheim –) Weyer – Dreimühlen – Eiserfey – (Urfey – Vollem –) Vussem – Breitenbenden – Mechernich Stiftsweg – Mechernich Bf                     |
| 867   | Schäfer   | Satzvey – Antweiler – Wachendorf – Lessenich – Rißdorf – Weiler am Berge – Holzheim – Harzheim – (Eiserfey – Vussem – Breitenbenden –) Mechernich Stiftsweg – Mechernich Bf        |